# Sindangkerta (Cibitung)
Sindangkerta is een bestuurslaag in het regentschap Pandeglang van de provincie Banten, Indonesië. Sindangkerta telt 1350 inwoners (volkstelling 2010).